# 2958 Arpetito
2958 Arpetito (1981 DG) là một tiểu hành tinh vành đai chính được phát hiện ngày 28 tháng 2 năm 1981 bởi Debehogne, H. ở La Silla.